# Nur Levi
Nur Al Levi Rota (Madrid; 1 de febrero de 1979), conocida artísticamente como Nur Levi es una actriz de cine, teatro y televisión española. Es hija de Cristina Rota y hermana de María y Juan Diego Botto, todos ellos también actores.

## Biografía
Nur Al Levi Rota nació el 1 de febrero de 1979 en Madrid, España. Es hija de la profesora de actores, actriz y directora teatral Cristina Rota, quien se exilió de Argentina en 1978 estando embarazada de ella. Es hermana por parte de madre de los también actores María (1974) y Juan Diego Botto (1975).
En cine ha participado en películas españolas como Sin vergüenza (2001), El refugio del mal (2002) y El próximo oriente (2006), en producciones cinematográficas internacionales, trabajó en Pasos de baile (2002), dirigida por el estadounidense John Malkovich. También ha formado parte del elenco de reconocidas series de televisión españolas como Hospital central y Punta escarlata. Ha actuado en numerosas obras de teatro, algunas de ellas bajo la dirección de su madre, Cristina Rota.

## Filmografía

### Cine
- Teo el pelirrojo (1986. Dirigida por Paco Lucio)
- El río oro (1986. Dirigida por Jaime Chávarri)
- Sin vergüenza (2001. Dirigida por Joaquín Oristrell)
- Pasos de baile (2002. Dirigida por John Malkovich)
- El refugio del mal (2002. Dirigida por Félix Cabeza)
- El próximo Oriente (2006. Dirigida por Fernando Colomo)
- Un ajuste de cuentas (2009. Dirigida por Manane Rodríguez)
- Hablar (2015. Dirigida por Joaquín Oristrell)
- Las maletas de Tulse Luper Parte 2 (Dirigida por Peter Greenaway)
- En los márgenes (2022. Dirigida por Juan Diego Botto)

### Televisión
- El zorro - (1990. Family Channel)
- Abuela de verano (2005. TVE)
- El comisario (2006. Telecinco)
- Hospital central (2006. Telecinco)
- Doctor Mateo (2001. Antena 3)
- Punta Escarlata (2011. Cuatro)

### Teatro
- Lo que no te digo (Dirigida por Cristina Rota)
- La caída de los dioses (Dirigida por Tomaz Pandur)
- Memento (Dirigida por Jaime Chavarri)
- Hamlet (Dirigida por Tomaz Pandur)
- Sueño de una noche de verano (Dirigida por Tamzin Towsen)
- Pero ¿quién mató al teatro? (Dirigida por Joaquín Oristrell)
- La katarsis del tomatazo
- Lorca (Dirigida por Cristina Rota)
- La barraca (Dirigida por Cristina Rota)
- Náufragos (Dirigida por María Botto y Jesús Amate)
- Ciudades Perdidas (Dirigida por Daniel Suárez Marzal)